# آسه-له-بوان
آسه-له-بوان (به فرانسوی: Assé-le-Boisne) یک کمون در فرانسه است که در canton of Fresnay-sur-Sarthe واقع شده‌است. آسه-له-بوان ۲۸٫۳۹ کیلومتر مربع مساحت دارد.